# Lamin Chatty
Lamin Chatty (* 8. April 1996 in Busumbala) ist ein gambischer Fußballspieler, der als Mittelfeldspieler für den AS Douanes (Senegal) spielt.

## Karriere
Er wurde in Busumbala geboren und spielte Klubfußball für Hawks Banjul und AS Douanes (Senegal).
Sein Länderspieldebüt gab er 2015 für Gambia.